# Corpus Speculorum Etruscorum

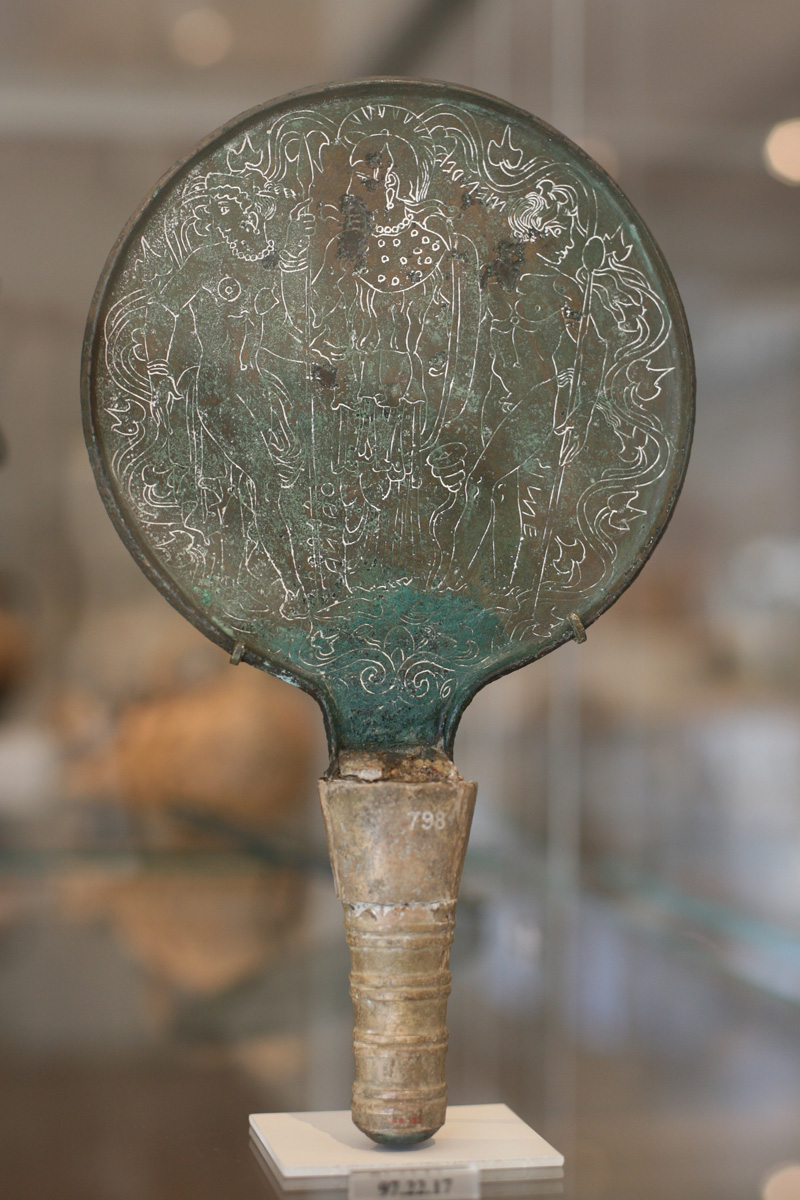
Specchio etrusco conservato al Metropolitan Museum of Art di New York

Il Corpus Speculorum Etruscorum è un progetto internazionale che ha l'obiettivo di pubblicare tutti gli specchi in bronzo etruschi esistenti. I primi tre volumi sono stati pubblicati nel 1981. In totale sono stati prodotti trentasei fascicoli.

## Storia
Coordinatore del progetto è il Comitato Scientifico Internazionale per il Corpus Speculorum Etruscorum. Il Comitato Internazionale è stato costituito in occasione di un congresso organizzato dall'Istituto Nazionale di Studi Etruschi ed Italici sotto la direzione del suo Presidente Massimo Pallottino e alla presenza di studiosi provenienti da 19 paesi. Il Corpus sostituisce lo Etruskische Spiegel, che fu curato da Eduard Gerhard tra il 1843 e il 1897 e pubblicato in cinque volumi da Adolf Klügmann e Gustav Körte dopo la sua morte nel 1867, in forma contemporanea e con un moderno livello di conoscenza. Nel 1973 si decise così di fare una nuova pubblicazione che potesse sostituire l'opera ormai superata di Gerhard.
I volumi sono orientati al formato del Corpus Vasorum Antiquorum, appaiono ordinati per paese, all'interno dei paesi per singoli musei o collezioni, che a loro volta possono essere divisi in fascicoli. I primi volumi sono apparsi nel 1981, da allora sono stati pubblicati 30 volumi. Il corpus pubblica non solo gli specchi decorati, ma anche gli specchi non decorati, le maniglie, i contenitori. Fotografie e disegni in scala 1:1 completano le descrizioni e le analisi scientifiche.

## Volumi

### Belgio
1. CSE Belgique 1. Bruxelles, Institut Royal du Patrimoine Artistique; Courtrai, Museum voor Oudheidkunde en Sierkunst; Gand, Museum voor Oudheidkunde der Rijksuniversiteit; Hamme, Museum Van Bogaert-Wauters; Louvain-la-Neuve, Musee de l'Institut Superieure d'Archeologie et d'Histoire de l'Art de l'U.C.L.; Morlanwelz, Musee Royal de Mariemont; Collezioni private. Roger Lambrechts 1987.

### Danimarca
1. CSE Denmark 1. Copenhagen, the Danish National Museum, the Ny Carlsberg Glyptothek. Helle Salskov Roberts. 1981.

### Francia
1. CSE France 1. Parigi, Museo del Louvre 1. Parigi, Denise Emmanuel-Rebuffat. 1988.
2. CSE France 1. Parigi, Museo del Louvre 2. Parigi, Denise Emmanuel-Rebuffat. 1991.
3. CSE France 1. Parigi, Museo del Louvre 3. Parigi, Denise Emmanuel-Rebuffat. 1997.
4. CSE France 1. Parigi, Museo del Louvre 4. Parigi, Denise Emmanuel-Rebuffat. 2009.

### Germania
Repubblica Democratica Tedesca
1. CSE DDR 1. Berlino, Staatliche Museen, Antikensammlung. Gerald Heres. 1986.
2. CSE DDR 2. Dresda, Staatliche Kunstsammlungen, Skulpturensammlung; Lipsia, Museum des Kusthandwerks; Gotha, Schlossmuseum; Jena, Friedrich-Schiller-Universität. Gerald Heres. 1987.
Repubblica Federale Tedesca
1. CSE BRD 1. Bad Schwalbach, Bochum, Bonn, Darmstadt, Essen, Francoforte, Kassel, Colonia, Mainz, Mannheim, Schloss Fasanerie bei Fulda. Ursula Höckmann. 1987.
2. CSE BRD 2. Braunschweig, Göttingen, Amburgo, Hannover, Kiel, Münster, Steinhort, Wolfenbüttel. Ursula Liepmann. 1988.
3. CSE BRD 3. Stuttgart, Tübingen, Privatsammlungen Esslingen, Stuttgart, Monaco di Baviera, v. Freitag Gen. Löringhoff. 1988.
4. CSE BRD 4. Staatliche Museen zu Berlin. Antikensammlung 2.  Gerhard Zimmer, 1995.

### Gran Bretagna
1. CSE Great Britain 1. The British Museum 1. Judith Swaddling.  2001.
2. CSE Great Britain 2. Cambridge: Corpus Christi College, The Fitzwilliam Museum, The Museum of Archaeology and Anthropology, The Museum of Classical Archaeology. Richard Nicholls 1994.
3. CSE Great Britain 3. Oxford: Ashmolean Museum, Claydon House, Pitt Rivers Museum. Nancy Thomson de Grummond 2007.

### Ungheria e Cecoslovacchia
1. CSE Hongrie, Tchécoslovaquie. J.G. Szilágyi and Jan Bouzek. 1992.

### Italia
1. CSE Italia 1. Bologna, Museo Civico 1. Giuseppe Sassatelli. 1981.
2. CSE Italia 1. Bologna, Museo Civico 2. Giuseppe Sassatelli. 1981.
3. CSE Italia 2. Perugia, Museo Archeologico Nazionale 1. Alba Frascarelli. 1995.
4. CSE Italia 3. Volterra, Museo Guarnacci 1. Gabriele Cateni. 1995.
5. CSE Italia 4. Orvieto, Museo "Claudio Faina". Maria Stella Pacetti. 1998.
6. CSE Italia 5. Viterbo, Museo Archeologico Nazionale. Maria Stella Pacetti, con la collaborazione di Lorenzo Galeotti. 1999.
7. CSE Italia 6. Rome, Museo Nazionale Etrusco di Villa Giulia 1. Maria Paola Baglione e Fernando Gilotta, con la collaborazione di Lorenzo Galeotti.
8. CSE Italia 6. Rome, Museo Nazionale Etrusco di Villa Giulia 2. Elena Foddai. 2009.
9. CSE Italia 6. Rome, Museo Nazionale Etrusco di Villa Giulia-Antiquarium 3. La Collezione del Museo Kircheriano. Maria Stella Pacetti. 2011.
10. CSE Italia 7. Rome, Museo Nazionale Romano 1. Museo delle Antichità etrusche e italiche, Sapienza- Università di Roma. Laura Ambrosini. 2012.
11. CSE Italia 8. Musei dell'Etruria Padana: Marzabotto, Monterenzio, Spina, Adria, Modena, Reggio Emilia, Parma. Giuseppe Sassatelli e Andrea Gaucci. 2018.

### Paesi Bassi
1. CSE The Netherlands. Amsterdam, Allard Pierson Museum. The Hague, Gemeentemuseum. The Hague, Museum Meermanno-Westreenianum. Leiden, Rijksmuseum van Oudheden. Nijmegen, Rijksmuseum Kam. Utrecht, Archaeological Institute - State University, collezione privata "Meer". L. Bouke van der Meer. 1983.

### Polonia
1. CSE Polonia 1. Witold Dobrowolski. 2016.

### Svezia e Norvegia
1. CSE Sweden and Norway 1. Oslo, Göteborg, Lund, Mora, Stoccolma, Collezioni private. Ingela M.B. Wiman. 2018.

### Svizzera
1. CSE Schweiz 1. Basilea, Schaffhausen, Berna, Losanna Ines Jucker. 2001.

### U.S.A.
1. CSE U.S.A. 1. Midwestern collections. Richard Daniel De Puma. 1987.
2. CSE U.S.A. 2. Boston e Cambridge, Boston: Museum of Fine Arts, Cambridge: Harvard University museums
3. CSE U.S.A. 3. New York, the Metropolitan Museum of Art. Larissa Bonfante. 1997.
4. CSE U.S.A. 4. Northeastern collections. Richard Daniel De Puma. 2005.

### Città del Vaticano
1. CSE Stato della Città del Vaticano 1. Città del Vaticano, Museo Profano della Biblioteca Apostolica Vaticana; Rome, Collezione di antichità dell'Abbazia di San Paolo fuori le mura. Roger Lambrechts. 1995.